# جون راسيل (سياسي أمريكي، مواليد 1931)
جون راسيل (بالإنجليزية: John Russell)‏ هو سياسي أمريكي، ولد في 22 سبتمبر 1931 في ليبانون في الولايات المتحدة، وتوفي في 25 مارس 2016. نشط حزبياً في الحزب الجمهوري. وقد انتخب عضو مجلس ولاية ميزوري وانتخب عضو مجلس نواب ولاية ميسوري.